# Novembre 1935

## Événements
- Le parti communiste brésilien déclenche un soulèvement contre le régime de Getúlio Vargas. Vargas décrète l’État de siège et anéanti l’opposition de gauche.
- Révolte des Arabes en Palestine mandataire déclenchée par l’arrivée massive de Juifs provoquée par la prise de pouvoir de Hitler en Allemagne en 1933 (1936-1939).

- 3 novembre : la monarchie est restaurée par plébiscite en Grèce avec le roi Georges II de Grèce. Il rétablit la constitution de 1911.

- 6 novembre : premier vol du chasseur britannique Hawker Hurricane.

- 7 novembre : création du parti politique « Union nationale » au Québec, dirigé par Maurice Duplessis.

- 14 novembre (Royaume-Uni) : les conservateurs gardent la majorité aux élections législatives avec 387 sièges. Les travaillistes de Clement Attlee progressent (154 sièges).

- 16 novembre : premier vol du trimoteur commercial Bloch MB.300 Pacifique.

- 18 novembre : la Société des Nations adopte des sanctions limitées contre l'Italie qui a envahi l'Éthiopie. Les rationnements frappent les Italiens dès 1935.

- 20 novembre : un chef religieux, Izz al-Din al-Qassam, favorable au déclenchement d’une révolte, est abattu par les Britanniques avec une douzaine de ses compagnons et devient un martyr de la cause palestinienne.

- 25 novembre : 
  - Les Libéraux de Louis-Alexandre Taschereau sont réélus au Québec. À cause de la Crise, le gouvernement Taschereau fait la promotion du retour à la terre.
  - La majorité des organisations politiques s’adressent à la puissance mandataire pour réclamer l’arrêt immédiat de l’immigration juive et des transferts de terres arabes aux Juifs, ainsi que la mise en place d’un gouvernement démocratique en Palestine. Le haut-commissaire britannique propose la formation d’un conseil législatif, aussitôt rejeté par les sionistes. La question est débattue au Parlement du Royaume-Uni durant l’hiver 1936. Sous la pression des sionistes, le gouvernement retire son projet de conseil, accepte la poursuite de l’immigration et invite une délégation palestinienne à Londres. Les partis politiques arabes, divisés, ne parviennent pas à constituer la délégation.

## Naissances
- 1er novembre : 
  - Charles G. Koch, entrepreneur américain.
  - Robert Salmon, chef d'entreprise français.
- 4 novembre : Uri Zohar, réalisateur israélien († 2 juin 2022).
- 8 novembre : 
  - Alain Delon, acteur, producteur et réalisateur français († 18 août 2024).
  - Alfonso Lopez Trujillo, cardinal colombien, président du Conseil pontifical pour la famille († le 19 avril 2008).
- 9 novembre : 
  - Bob Gibson, joueur américain de baseball († 2 octobre 2020).
  - Claude Kahn, pianiste français († 17 novembre 2023).
- 11 novembre : 
  - John Patrick Foley, cardinal américain, Grand Maître de l’ordre du Saint sépulcre de Jérusalem († 11 décembre 2011).
  - Esther Mahlangu, Artiste peintre Sud-africaine.
- 12 novembre : Philippe Gildas, journaliste, animateur de télévision et animateur de radio français († 28 octobre 2018).
- 14 novembre : Hussein de Jordanie, roi († 7 février 1999).
- 15 novembre : Yıldırım Akbulut, Homme d'État turc († 14 avril 2021).
- 18 novembre : 
  - Alain Barrière, chanteur français  († 18 décembre 2019).
  - William Cullen, ancien membre de la magistrature écossaise.
- 19 novembre : Raymond Bruckert, écrivain suisse romand († 23 août 2017).
- 23 novembre : Vladislav Volkov, cosmonaute russe († 30 juin 1971).
- 24 novembre : Khalifa ben Salmane Al Khalifa, personnalité politique bahreïnie († 11 novembre 2020).

## Décès
- 1er novembre : Émile Francqui, officier, explorateur, diplomate et homme d'État belge (° 25 juin 1863).
- 30 novembre :
  - Fernando Pessoa, écrivain portugais (° 1888).
  - Adrian Stokes, peintre britannique (° 23 décembre 1854).